# Commandeur (ridderorde)

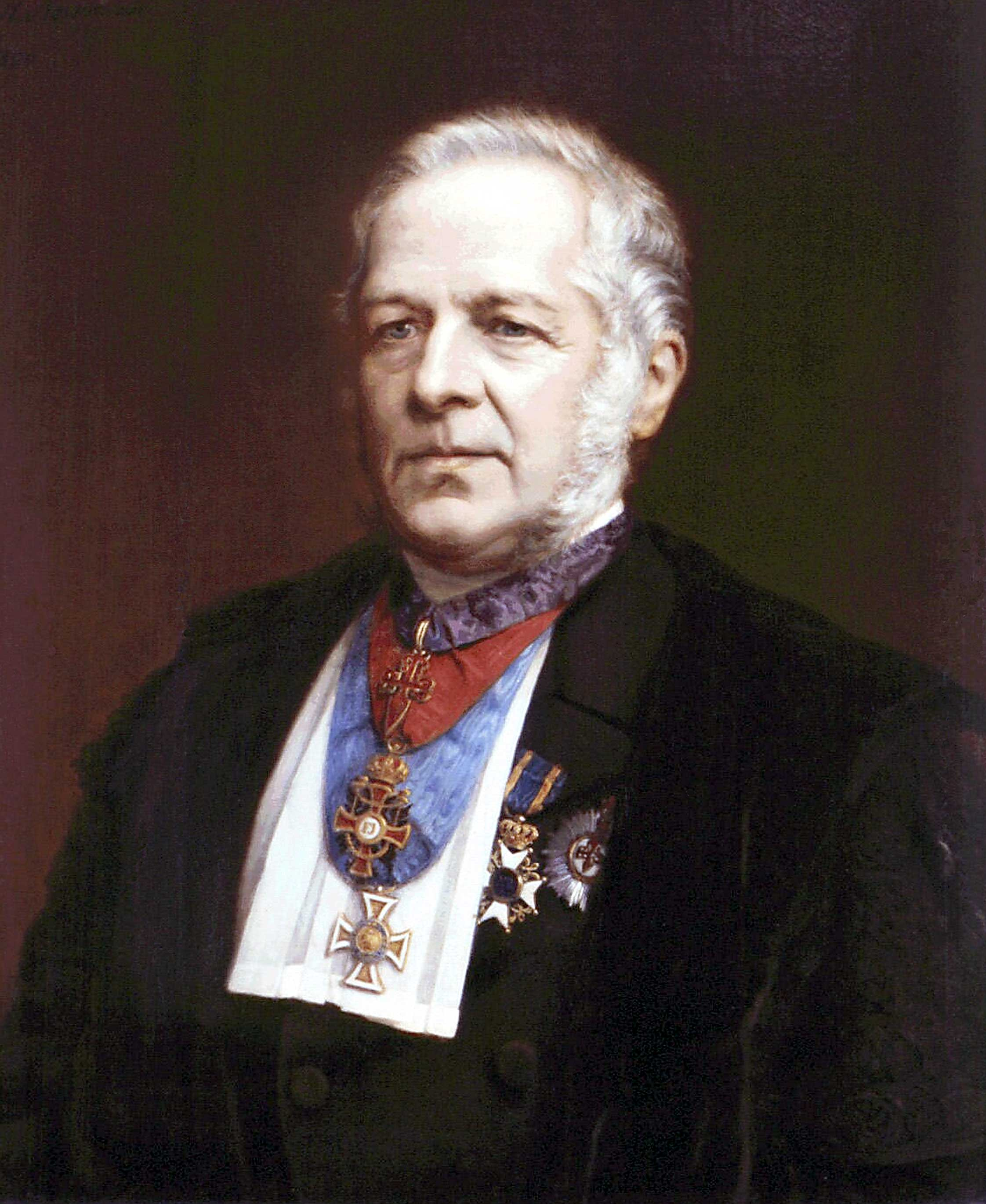
Christophorus Buys Ballot, commandeur in meerdere ridderorden, draagt de linten op zijn toga.

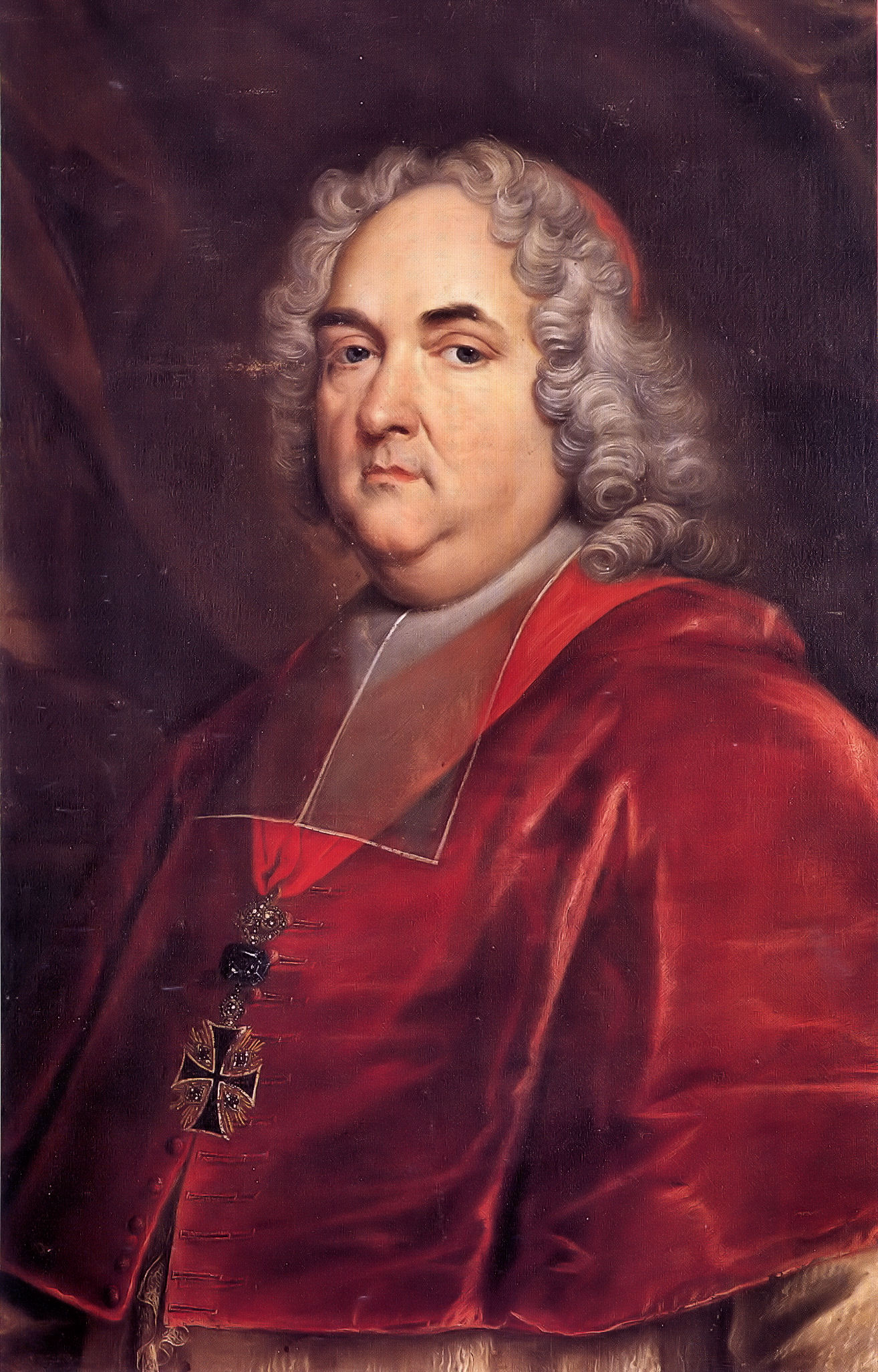
Hugo, kardinaal en rijksgraaf von Schönborn droeg zijn commandeurskruis onder zijn bef

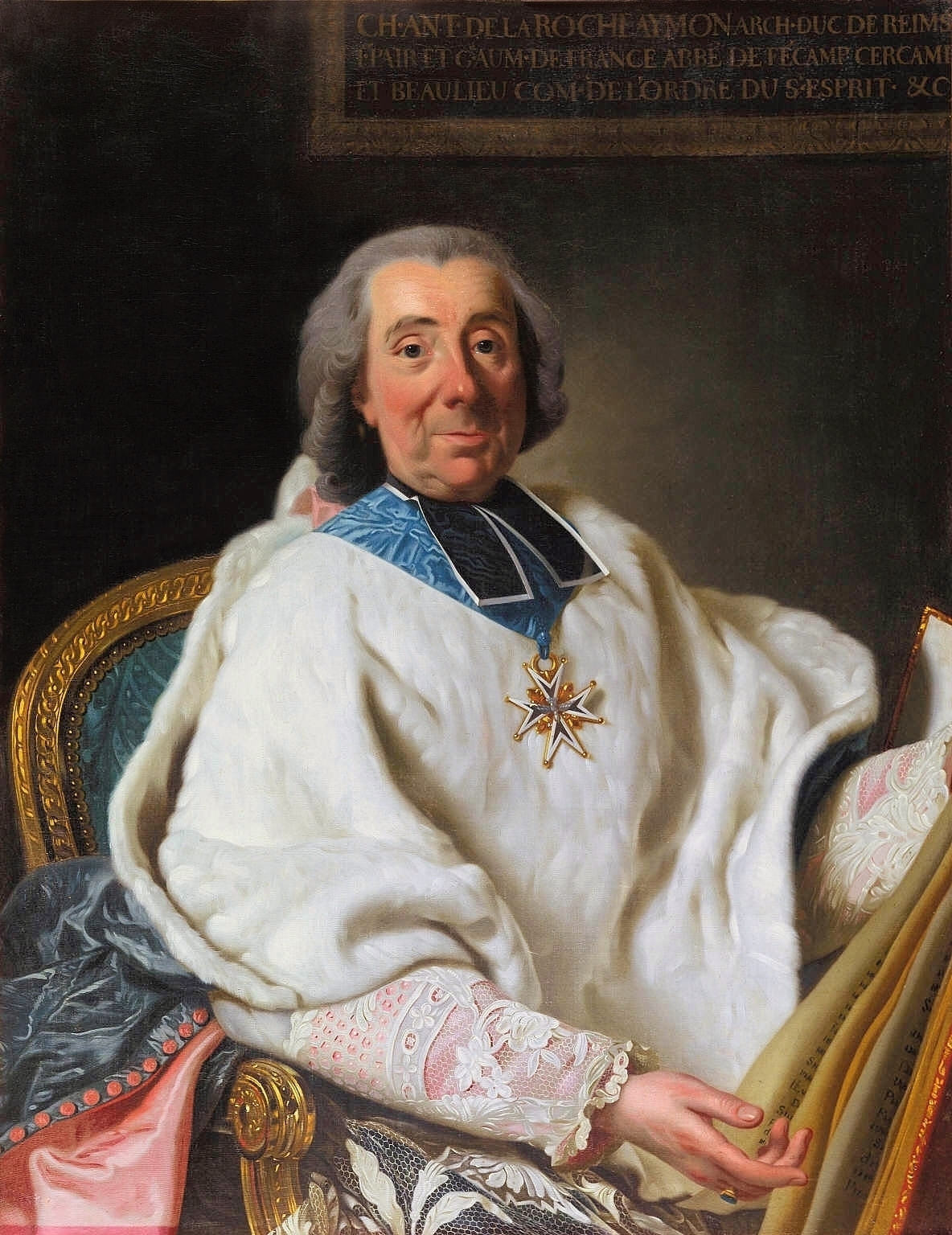
Charles-Antoine de La Roche-Aymon (1697-1771), een van de acht geestelijken die commandeur waren in de Orde van de Heilige Geest.

Een commandeur (vroeger ook als kommandeur geschreven) is een hoge rang in een ridderorde.
In de geestelijke ridderorden zoals de Duitse Orde, de Maltezer Orde en de Tempeliers was het bestuur van de bezittingen van de orde toevertrouwd aan commandeurs die een riddergoed, de commanderij of commende, beheerden en de plaatselijke vertegenwoordigers van hun orde waren. De commanderij was vaak een grote herenboerderij waaraan ook pachthoeven waren verbonden. In heel Europa vinden we de sporen van deze commanderijen nog terug als gebouwen of als verwijzingen in wapenschilden of namen van hotels.
In Nederland bezat de Duitse Orde een belangrijk commende in Dieren. De Johanniter of Maltezer Orde bezat een aantal commenden in heel Nederland en de Tempeliers bezaten op het Iberisch Schiereiland en in Frankrijk grote bezittingen. In onder andere Rusland en Italië vond men ook erfcommandeurs. 

## De Reformatie: het einde van veel commanderijen
De protestantse en lutherse overheden maakten zich na de reformatie meester van veel kerkelijke bezittingen waaronder de commanderijen van de ridderlijke orden. Met de commanderijen verdwenen ook de commandeurs. De Duitse Orde in de Noordelijke Nederlanden was een uitzondering. Omdat deze orde protestants werd, bleven ook de commanderijen (bijvoorbeeld in Utrecht) bestaan. In de Zuidelijke Nederlanden werd de balije Alden Biesen van de Duitse Orde, met commanderijen in onder andere Bilzen, Gruitrode, Maastricht en Gemert, pas in 1795 opgeheven.

## De Franse Revolutie; een nieuwe aderlating
De revolutionaire Franse regering onteigende alle bezittingen van ridderorden als de Orde van Malta en de Orde van Sint-Lazarus in Frankrijk. Napoleon I had een hekel aan ridderlijke orden. Hij maakte waar hij dat kon een einde aan de commanderijen. De bezittingen vielen toe aan zijn Legioen van Eer dat uit de opbrengsten pensioenen betaalde aan de leden van deze "ridderorde". Napoleons broers Lodewijk, Jozef en Jerôme onteigenden als koningen van Holland, Spanje en Westfalen ook tal van commanderijen. Datzelfde gebeurde met de commanderijen van de Constantinische Orde in Napels.
Ook later in de 19e en 20e eeuw werden commanderijen opgeheven door overheden. De antiklerikale Italiaanse regering onteigende bezittingen van ridderlijke orden in het tot een eenheidsstaat gemaakte Italië. Zo raakten de twee Constantinische Orden en de Heilige en Militaire Orde van Sint-Stefanus Paus en Martelaar hun bezittingen kwijt. Ook na de val van het Keizerrijk Oostenrijk in 1918 en na de communistische machtsgreep in Oost-Europa na 1945 werden commanderijen onteigend.

## Commandeurs in moderne ridderorden
De oudste ridderorden hadden een enkele rang of graad. In de 18e eeuw ontstonden orden met meerdere graden waarbij de commandeurs de rang tussen de ridders en de grootkruisen vormen. Commandeurs dragen vrijwel altijd hun kleinood of ordekruis aan een lint, de zogenaamde cravatte om de hals, een draagwijze die "en sautoir" wordt genoemd. Spanje en Portugal zijn op deze regel de uitzondering omdat de commandeurs in hun orden soms alleen een ster dragen.
Een commandeur die ook een ster of kruis op de borst draagt wordt in het protocol beschouwd als een grootofficier.
De ridderorden van Oceanië en Zuidoost-Azië gaan ook anders met het begrip commandeur om. In de Orde van de Verdedigers van Penang is de commandeursgraad het equivalent van een ridderkruis.

## Dagelijks gebruik

De baton van een commandeur in de Laotiaanse Orde van de Miljoen Olifanten en de Witte Parasol.

Het knoopsgatversiersel of "lintje" van een commandeur is overal ter wereld een rozet met daaronder een strookje zilveren galon. Ook op een baton op een uniform vindt met dit rozet en het zilveren galon terug. De baton van de commandeur is bij sommige orden breder dan die van de lagere graden van dezelfde orde.

## De ridder-commandeur en dame-commandeur
In Britse orden, zoals de Orde van het Britse Rijk, de Orde van het Bad, de Orde van Sint-Michaël en Sint-George en de Koninklijke Orde van Victoria kent men de hoge rang van een ridder-commandeur en dame-commandeur. De drager van deze rang mag zich Sir of Dame noemen. De drager is in de persoonlijke, niet erfelijke, adelstand verheven. In het protocol staat de graad van ridder-commandeur gelijk aan die van een grootofficier.

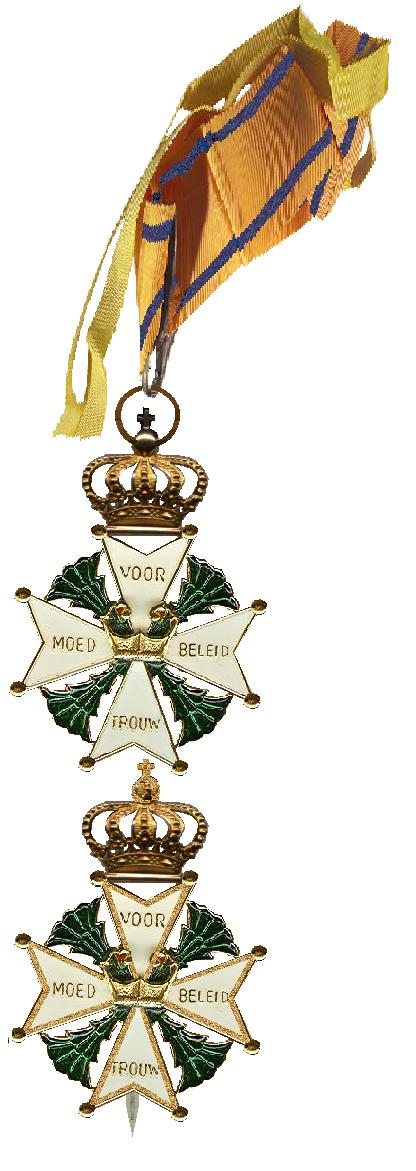
De versierselen van een Ridder der Tweede Klasse of Commandeur in de Militaire Willems-Orde, ingesteld op 21 juni 1815

Hiernaast staat het commandeurskruis van de Militaire Willems-Orde. Commandanten van zegevierende legerkorpsen werden hiermee onderscheiden. Tot deze commandeurs behoorden prins Bernhard der Nederlanden, bevelhebber van de Binnenlandse Strijdkrachten en generaal Spoor. De commandeurs droegen dit kruis aan een lint om de hals.
De commandeurs droegen ook een kruis met gouden koningskroon op de linkerborst en kunnen dus in het diplomatieke verkeer tot de grootofficieren worden gerekend.
Het kruis wordt met een pin op het uniform of het rokjasje bevestigd. Het exemplaar dat hier is afgebeeld stamt uit de jaren na 1822, voor die tijd waren de sterren en kruisen van de Militaire Willems-Orde geborduurd.

Op hun uniform droegen de commandeurs deze baton, een lintje in de kleur van de orde met een rozet op een stukje zilvergalon.
Soeverein ·
Grootmeester ·
Kanselier ·
Kapittel ·
Grootprior ·
Baljuw ·
Heraut ·
Wapenkoning ·
Ordeketen ·
Bijzondere Klasse ·
Grootkruis ·
Grootlint ·
Grootofficier ·
Commandeur ·
Officier ·
Ridder Grootkruis van Eer en Devotie ·
Rechtsridder ·
Ridder van Obediëntie ·
Ridder van Eer en Devotie ·
Ridder van Gratie en Devotie ·
Ridder van Magistrale Gratie ·
Eredame ·
Dame ·
Ridder ·
Lid ·
Expectant ·  
Medaille